# Teddy Tahu Rhodes
Teddy Tahu Rhodes (Christchurch, 30 agosto 1966) è un baritono neozelandese.

## Biografia

### Primi anni
Teddy Tahu Rhodes è nato a Christchurch, Nuova Zelanda, il 30 agosto 1966, da madre britannica, Joyce, e padre neozelandese, Terrence Tahu Gravenor Rhodes. La parola Maori "Tahu", che significa "dare fuoco", fu aggiunta al cognome subito dopo che si furono stabiliti in Nuova Zelanda. I suoi genitori divorziarono quando era un bambino e lui crebbe con sua madre. Sua zia Margaret Rhodes, moglie dello zio paterno Denys Rhodes, era cugina di primo grado della Regina Elisabetta II. Lo scrittore di polizieschi Ngaio Marsh era un amico di famiglia, e visse con i nonni di Rhodes (Arthur) Tahu Rhodes e Helen "Nelly" Rhodes (nata Plunket) in Gran Bretagna negli anni '20 e '30; in un documentario del 2011, Rhodes ha ricordato "i magnifici Natali che Marsh organizzava per i figli dei suoi amici.
Nel suo ultimo anno di scuola secondaria, il Christ's College di Christchurch, Rhodes fu selezionato per il Coro dei Giovani della Nuova Zelanda, dove fu individuato per la prima volta il suo potenziale musicale. Dopo un periodo relativamente breve di lezioni formali, fu iscritto al concorso per la borsa di studio Dame Sister Mary Leo del 1986, che vinse. Continuò gli studi privati mentre studiava all'Università di Canterbury a Christchurch, dove si laureò con un Bachelor of Commerce, qualificandosi successivamente come contabile. Tra i suoi insegnanti, a quel tempo e in seguito, figuravano Mary Adams Taylor, Rudolf Piernay e David Harper.
Nel 1991 Rhodes ha vinto il Mobil Song Quest, il principale concorso di questo tipo in Nuova Zelanda, assicurandosi i finanziamenti per studiare alla Guildhall School of Music and Drama di Londra. Rifiutò un'offerta da parte della Guildhall di una borsa di studio per due anni di ulteriori studi, tornando in Nuova Zelanda dove lavorò come contabile per alcuni anni.

### Carriera

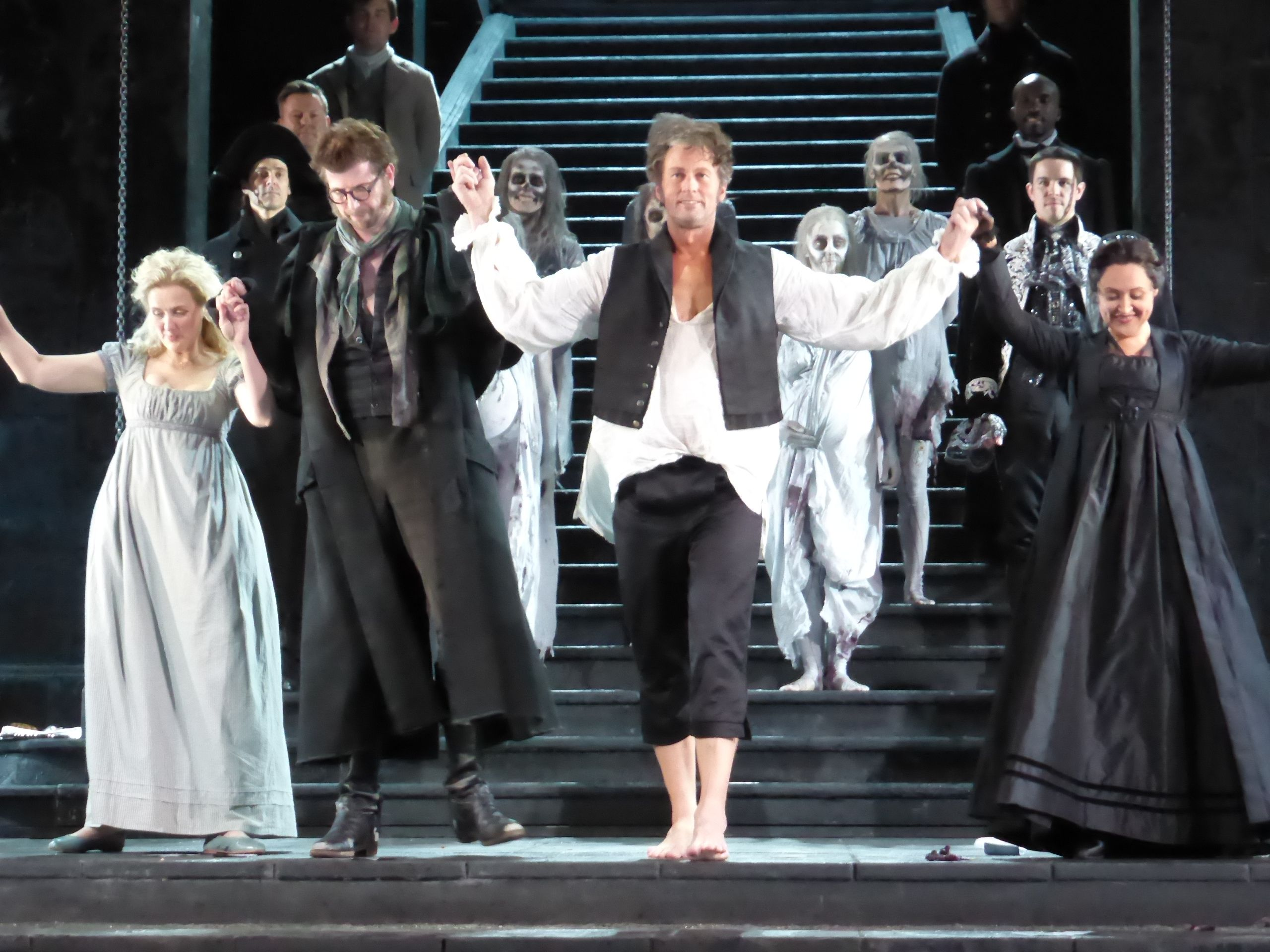
Da sinistra Taryn Fiebig (Zerlina), Shane Lowrencev (Leporello), Teddy Tahu Rhodes (Don Giovanni), Elvira Fatykhova (Donna Anna), in Don Giovanni, Sydney Opera House, Opera Australia, 2014

Mentre lavorava come contabile a Christchurch, Rhodes mantenne un collegamento con la Canterbury Opera, la compagnia d'opera di repertorio locale. Nel 1998 fece il suo debutto internazionale come Dandini ne La Cenerentola per Opera Australia. Dopo il suo debutto in Australia, nel 1999 rappresentò la Nuova Zelanda nella competizione BBC Cardiff Singer of the World.
Ha cantato in diverse prime mondiali e australiane come The End of the Affair (Bendrix) e Dead Man Walking (Joe) di Jake Heggie, The Little Prince di Rachel Portman (The Pilot) e in Spell of Creation di Nigel Butterley e Fix di Barry Conyngham. La sua ampia varietà di altri ruoli operistici ha incluso il Conte di Almaviva, Guglielmo, Papageno e Don Giovanni di Mozart; Demetrio in A Midsummer Night's Dream; Belcore ne L'elisir d'amore; Billy in Billy Budd; Lescaut in Manon Lescaut; Stanley in Un tram che si chiama Desiderio; Escamillo in Carmen; Al Kasim in L'upupa di Hans Werner Henze; Silvio in Pagliacci, Arlecchino in Ariadne auf Naxos, Leandro in L'amore delle tre melarance e Antonio in Antony and Cleopatra di Barber. Nel 2012/13 si è esibito al fianco di Lisa McCune nella produzione dell'Opera Australia del revival newyorkese di Bartlett Sher del 2008 del musical South Pacific di Rodgers e Hammerstein alla Sydney Opera House, al Princess Theatre, a Melbourne e al Brisbane Queensland Performing Arts Centre. Si è unito di nuovo a McCune nella produzione di Opera Australia di The King and I nel 2014 a Sydney e Brisbane.
Tra le principali compagnie d'opera e teatri in cui si è esibito ci sono Metropolitan Opera, Opera Australia, San Francisco Opera, Austin Lyric Opera, Washington National Opera, Opera Philadelphia, Dallas Opera, Cincinnati Opera, Houston Grand Opera, Opera di Amburgo, Opera di Stato della Baviera, Welsh National Opera, Scottish Opera, Théâtre du Châtelet, Santa Fe Opera, New York City Opera e Theater an der Wien.
Nel gennaio 2010 Rhodes ha sostituito con un preavviso di sole tre ore Mariusz Kwiecień indisposto nel ruolo di Escamillo nella trasmissione televisiva in HD di Carmen al Metropolitan Opera Live, ruolo che avrebbe dovuto prendere al posto di Kwiecień più avanti nella stagione.
Negli oratori e nelle opere corali è apparso come baritono solista nelle esecuzioni del Messiah di Händel con la Melbourne Symphony Orchestra e i Sydney Philharmonia Choirs e nel Requiem di Fauré con la London Philharmonic.
La prima crociera australiana delle arti dello spettacolo sulla Radiance of the Seas nel novembre 2014 ha compreso Rhodes e, tra gli altri, Cheryl Barker, David Hobson, Simon Tedeschi, Elaine Paige e Marina Prior.

### Premi
Rodi è stato il destinatario di numerosi premi importanti. Nel 2004 ha ricevuto un premio ARIA Music Awards per la migliore registrazione classica per il suo CD The Voice e nel 2006 è stato il vincitore del Limelight Award per la migliore interpretazione di un solista con un'orchestra per il suo tour australiano con l'Australian Chamber Orchestra. Nel 2008 ha vinto un Helpmann Award come miglior attore maschile in un'opera per il suo ruolo in Dead Man Walking. Nel 2008 ha ricevuto un Laureate Award dalla Arts Foundation of New Zealand.

### Vita privata
Rhodes si è sposato per la prima volta nel 1989, un'unione che è stata sciolta amichevolmente nel 1996. Ha sposato il mezzosoprano Isabel Leonard nel dicembre 2008. È stato riportato che nel settembre 2013 questo matrimonio è terminato.

## Discografia
- 2001: Fauré: Requiem, Cantique de Jean Racine, La naissance de Vénus; Sinfonia Australis, Cantillation, Antony Walker; con Sara Macliver; ABC Classics
- 2003: Arie di Mozart e musica orchestrale, Tasmanian Symphony Orchestra, Ola Rudner (オーラ・ルードナー); ABC Classics
- 2003: Messia Highlights, Orchestra of the Antipodes, Cantillation, Antony Walker; ABC Classics
- 2004: The Voice, ABC Classics (ARIA Award per la migliore registrazione classica)
- 2004: Musical Renegades ("Paavali's Song" da Kuolema (Sibelius), "The Mountain Thrall" (Grieg) Australian Chamber Orchestra, Richard Tognetti; ABC Classics (2 CD, DVD)
- 2004: The Little Prince di Rachel Portman (prima mondiale); come The Pilot; Sony Music (2CD, DVD)
- 2004: Live from New Zealand, due duetti con Hayley Westenra; Decca (DVD)
- 2005: Vagabond, canzoni e cicli di canzoni di Ralph Vaughan Williams, Benjamin Britten, Roger Quilter, John Ireland e Gerald Finzi; Sharolyn Kimmorley (pianoforte); ABC Classics
- 2008: Peter Grimes (Britten), Metropolitan Opera Live in HD, nel ruolo di Ned Keene (debutto alla Metropolitan Opera di Rodi)[16]
- 2009: You'll Never Walk Alone, Sinfonia Australis, Guy Noble; con David Hobson, dopo il tour nazionale; ABC Classici
- 2010: The Bach Arias, Orchestra of the Antipodes, Antony Walker, Brett Weymark; con Sara Macliver; ABC Classics
- 2011: Le nozze di Figaro (Mozart) come Figaro; Sydney Opera House, regia di Neil Armfield, diretto da Patrick Summers; con Taryn Fiebig, Peter Coleman-Wright, Rachelle Durkin, Warwick Fyfe, Jacqueline Dark, Kanen Breen; Blu-ray Opera Australia
- 2011: Il meglio di Teddy Tahu Rhodes, ABC Classics
- 2011: Serious Songs (Brahms, Schubert, Barber) Tasmanian Symphony Orchestra, Sebastian Lang-Lessing; Kristian Chong (pianoforte); Deutsche Grammophon
- 2012: Ein deutsches Requiem (Brahms), Melbourne Symphony Orchestra, Johannes Fritzsch; con Nicole Car; ABC Classics
- 2014: Mahler (Rückert-Lieder, Des Knaben Wunderhorn, Kindertotenlieder) Tasmanian Symphony Orchestra, Marko Letonja; Sharolyn Kimmorley (pianoforte); ABC Classics
- 2015: From Broadway to La Scala, Sinfonia Australis, Tasmanian Symphony Orchestra, Guy Noble; English Chamber Orchestra, Richard Bonynge; con Greta Bradman, David Hobson, Lisa McCune; ABC Classics
- 2015: There Was a Man Lived in the Moon, filastrocche e canzoni per bambini, arrangiate da Andrew Ford, con Jane Sheldon (soprano); ABC Classics
- 2018: I'll Walk Beside You, Southern Cross Soloists, Karin Schaupp (chitarra)